# Partido Social Demócrata (El Salvador)
Partido Social Demócrata fue un partido político salvadoreño, que fue legalizado e inscrito por el Tribunal Supremo Electoral de El Salvador el 16 de agosto de 1998, al sobrepasar las 50,000 firmas solicitadas por la Ley de Partidos Políticos. El partido en las propias palabras de su presidente Jorge Meléndez "es una vía diferente de todos los partidos políticos". El partido político es de ideología socialdemócrata y de  izquierda, pero diferente a la ideología del FMLN que es el partido de izquierda más grande en El Salvador y al cual antiguamente su presidente pertenecía, pero dice que creó el partido porque el FMLN ya no lo representa.

## Historia
Los antecedentes del Partido Social Demócrata en El Salvador y la social democracia en el país centroamericano (corriente filosófica bajo la cual trabaja el partido) se remontan a los años 30 en tiempo el que estaba el auge y formación el Partido Laborista del El Salvador quien fuera el ganador de las elecciones de 1931. 
Sin embargo la aparición oficial como institución legalmente constituida se da en el año 1996 por el ex- integrante del Frente Farabundo Martí para la Liberación Nacional (FMLN)  Joaquín Villalobos, el mismo participó en dos elecciones municipales (1997 y 2003) hasta que desaparece a mediados del 2004.
Posteriormente el partido se refunda en el año 2009 como movimiento partidario informal sin participar en ejercicios electorales, así se mantuvo hasta el año 2013, donde regresa a la competencia partidaria. Participó por primera vez en su nueva etapa para las Elecciones legislativas y municipales de El Salvador de 2015 en el cual propuso candidatos a diputados a la Asamblea Legislativa pero no obtuvo ningún escaño, pero su candidata más votada fue la candidata Diana Orellana, la cual obtuvo 5,287 quien competía por un escaño de los 24 que se disputan en el departamento de San Salvador. Sin embargo, obtuvo una alcaldía, la alcaldía de Meanguera, Morazán donde ganó con 2,023 votos, o el 56.40% de los votos totales. Además logró entrar a gobernar en los Concejos Municipales varios municipios en el país, gracias al nuevo sistema de Concejos Municipales Plurales.
El día 25 de julio de 2018 el Tribunal Supremo Electoral de El Salvador decidió cancelar al PSD por no obtener un diputado o 50,000 votos mínimos en las Elecciones legislativas y municipales de El Salvador de 2018.

## Resultados electorales

### Elecciones presidenciales
| Año  | Candidatura   | Primera vuelta | Primera vuelta | Segunda vuelta | Segunda vuelta | Resultados         |
| Año  | Candidatura   | Votos          | %              | Votos          | %              | Resultados         |
| ---- | ------------- | -------------- | -------------- | -------------- | -------------- | ------------------ |
| 1945 | Osmín Aguirre | 690            | 0.22%          |                |                | 2° lugar No electo |

### Elecciones parlamentarias
| Año  | Votos  | %      | Posición | Escaños | +/– | Legislatura         |
| ---- | ------ | ------ | -------- | ------- | --- | ------------------- |
| 1961 | 64,916 | 18.78% | 2.º      | 0/54    | 0   | Extra parlamentario |
| 2003 | 10,206 | 0.73%  | 11.º     | 0/84    | 0   | Extra parlamentario |
| 2015 | 16,770 | 0.74%  | 8.º      | 0/84    | 0   | Extra parlamentario |
| 2018 | 15,610 | 0.73%  | 8.º      | 0/84    | 0   | Extra parlamentario |

### Elecciones de alcaldías municipales
| Año  | Votos  | %     | Posición | Alcaldías | +/– |
| ---- | ------ | ----- | -------- | --------- | --- |
| 2015 | 9,347  | 0.40% | 7.º      | 1/262     | 1   |
| 2018 | 12,556 | 0.55% | 7.º      | 1/262     | 0   |

### Parlamento Centroamericano
| Año  | Votos  | %     | Posición | Escaños | +/– | Legislatura         |
| ---- | ------ | ----- | -------- | ------- | --- | ------------------- |
| 2015 | 13,907 | 0.65% | 7.º      | 0/20    | 0   | Extra parlamentario |